# Pomník námořníků v Sopotech
Pomník námořníků v Sopotech, polsky Pomnik Marynarzy, se nachází v pobřežním parku Park Północny u promenády Aleje Franciszka Mamuszki, poblíž pláží Gdaňské zátoky v městské čtvrti Dolny Sopot města Sopoty v Pomořském vojvodství v severním Polsku.

## Galerie

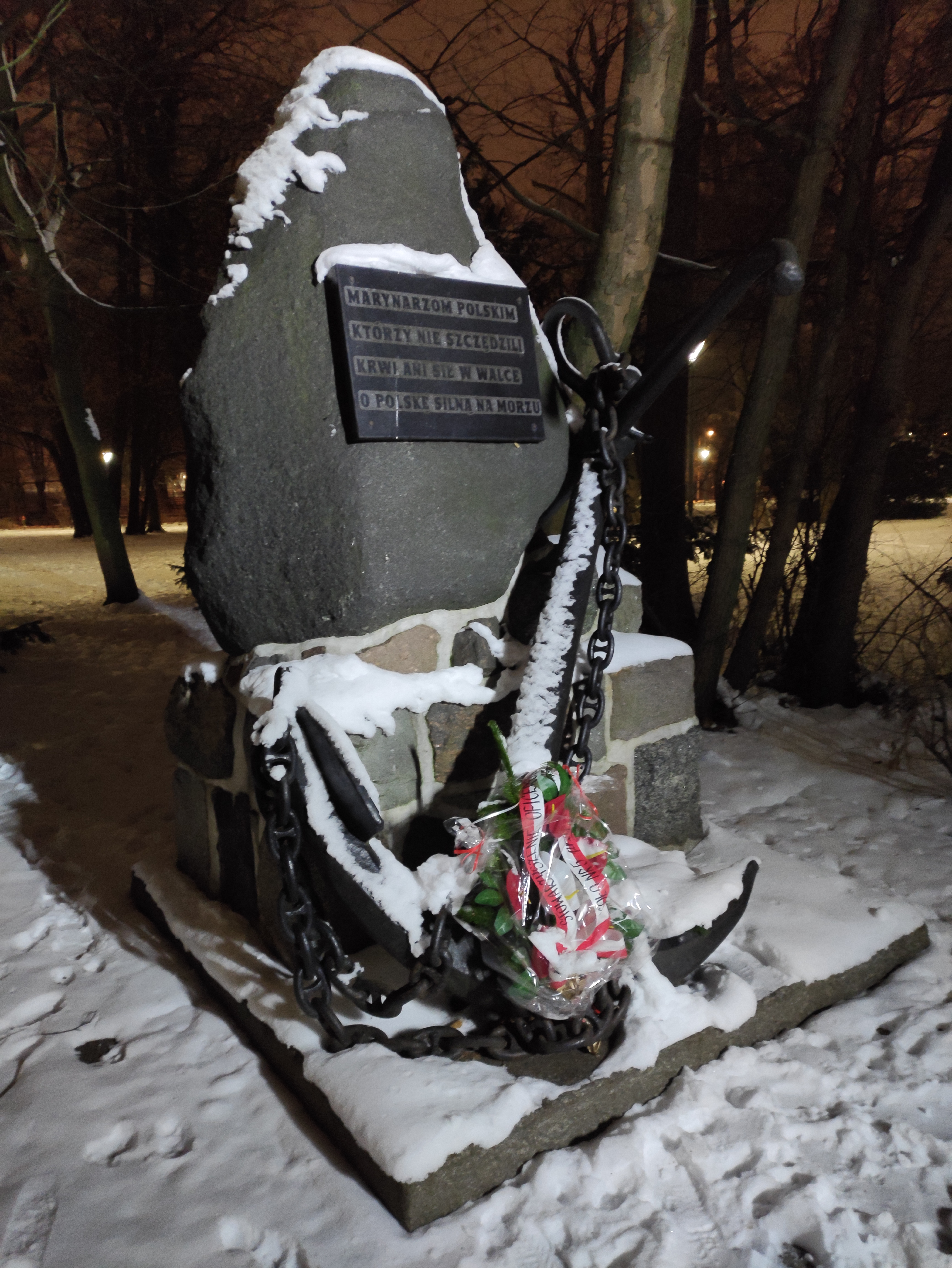

## Popis pomníku
Pomník námořníků v Sopotech je obklopen stromy. Je složen z bludného balvanu umístěného na kamenné zídce a z ocelové námořnické kotvy s řetězem. Na kameni je umístěna pamětní deska s nápisem.

## Historie pomníku

### Založení pomníku a první deska
Pomník námořníků v Sopotech byl původně založen jako památník tragické letecké havárie, která se stala 7. února 1913 nad vodami moře Gdaňského zálivu. Dvouplošník - hydroplán Wespreussen, patřící německému námořnictvu vojenské základny u města Puck, spadl do Baltského moře. Posádka ani hydroplán nebyly nikdy nalezeny. O rok a půl později byl odhalen pomník věnovaný této tragédii. Shodou okolností odhalení pomníku proběhlo odpoledne dne 28. června 1914, tedy téhož dne, kdy byl v Sarajevu spáchán atentát na rakouského arcivévodu Františka Ferdinanda. Na balvan byla umístěna první pamětní deska s německým nápisem:
| „ | Den Gedenken an Kapitänleutnant Jenetzky und Maschinistenmaat Dieckmann, verunglückt am 7 Februar 1913 mit Wasserflugzeug Westpreussen | “ |

První deska zůstala na pomníku až do roku 1945.

### Druhá deska na pomníku
V roce 1945 byla pamětní deska vyměněna, protože politicky neseděla s novou Polskou lidovou republikou. V součinnosti s politickou organizací Związek Uczestników Walki Zbrojnej o Niepodległość i Demokrację, byl pomník nově věnován polským válečným námořníkům Na pomník byla umístěna nová pamětní deska s polským nápisem:
| „ | 1939 – 1945. Marynarzowi polskiemu, który nie szczędził krwi, ani sił za Polskę Ludową silną na morzu, ZUWZ ONID | “ |

Po pádu socialistického režimu v Polsku a vzniku Polské republiky byla druhá deska odstraněna.

### Třetí deska na pomníku
V současnosti je na pomníku umístěna třetí pamětní deska s apolitickým polským textem věnována polským válečným námořníkům:
| „ | Marynarzom polskim, którzy nie szczędzili krwi ani sił w walce o Polskę silną na morzu | “ |

## Další informace
Pomník námořníků v Sopotech je celoročně volně přístupný. Poblíž pomníku vedou také turistické stezky a cyklostezky. 